# Helvidius Priscus
Helvidius Priscus ( ?-74 ) was een Romeins senator en stoïsch filosoof, en schoonzoon van Thrasea Paetus.
Helvidius Priscus werd geboren in de plattelandsstad Cluvia in de Carecinen. Zijn vader was een primus pilus van het eerste manipel der triarii. De jonge Helvidius legde zich al jong toe op de filosofie en begon de honoris cursus. Als ex-quaestor koos Thrasea Paetus hem als schoonzoon en Helvidius liet zich door diens vrijheidszin inspireren. Onder Vespasianus was hij praetor designatus.
Tijdens zijn carrière kreeg Helvidius Priscus het voor elkaar het met alle regerende Caesaren aan de stok te krijgen. Onder Nero werd hij verbannen na de dood van zijn schoonvader, onder Galba klaagde hij, Marcellus Eprius, de aanbrenger van Paetus aan, maar zag zich, na hevige tegenstand in de senaat gedwongen de aanklacht terug te trekken. Vele senatoren zouden, bij een veroordeling van Marcellus, eenzelfde lot moeten vrezen.
Aulus Vitellius kreeg hij tegen zich door zijn oppositie tegen een van diens voorstellen en toen deze dit opvatte als een minachting van de tribunische macht zich erop te beroepen dat hij het ten slotte ook met Thrasea oneens was geweest (Vitellius was een van Nero's gunstelingen).
Vespasianus joeg hij op stang door in de senaat voor te stellen dat niet hij, maar de staat de herbouw van het Capitool, dat tijdens de burgeroorlog afgebrand was, zou betalen, het beheer van de staatskas in de handen van de senaat in plaats van Vespasianus te leggen en afgezanten door loting te kiezen, liever dan door de consul designatus te laten aanwijzen. Een en ander resulteerde in een tweede verbanning en kort daarna zijn executie op orders van Vespasianus (74).
Zelfs zijn biograaf, Herennius Senecio werd, vanwege zijn biografie terechtgesteld door Domitianus.

## Voetnoten
1. ↑  Tacitus, Historiae IV 4-10.
2. ↑  Tacitus, Historiae II 91.
3. ↑  Tacitus, Agricola 2.

## Antieke bronnen
- Tacitus, Historiae, Dialogus 5.
- Cassius Dio, LXVI 12, LXVII 13.
- Suetonius, Vespasianus 15.
- Plinius maior, Epistulae VII 19.